# Tadeusz Żuralski
Tadeusz Stefan Żuralski herbu Godziemba (ur. 14 września 1894 w Biskupcu, zm. w kwietniu 1940 w Katyniu) – lekarz ginekolog położnik, docent doktor habilitowany, podporucznik służby zdrowia Wojska Polskiego, ofiara zbrodni katyńskiej.

## Życiorys
Syn Walentego (ur. 1858, także lekarza) i Wandy z domu Koźmińska. Rodzina zamieszkiwała w Biskupcu. Uczęszczał do gimnazjów w Olsztynie, Chojnicach i Gdańsku, gdzie zdał maturę. Odbywał studia medyczne w Berlinie, Monachium, Rostocku i Królewcu. Podczas studiów należał do polskiej korporacji akademickiej „Aesculapia” (po latach został jej filistrem honorowym). W okresie I wojny światowej w 1916 został wcielony w Armii Cesarstwa Niemieckiego i służył na froncie bałkańskim na obszarze późniejszej Macedonii i Serbii od 1916 do 1918.
Pracował jako lekarz-asystent w klinice ginekologicznej w Królewcu. W 1920 uzyskał tytuł naukowy doktora na Uniwersytecie Albertyna w Królewcu. Po odzyskaniu przez Polskę niepodległości od 1920 pełnił funkcję lekarza-asystenta w Krajowej Klinice dla Kobiet Uniwersytetu Poznańskiego, od 1925 na stanowisku prymariusza u boku prof. Bolesława Kowalskiego. Został docentem na uczelni. W 1928 uzyskał habilitację na Wydziale Lekarskim Uniwersytetu Poznańskiego. Był wykładowcą na tej uczelni. Od 1930 pełnił funkcję dyrektora szpitala ginekologicznego w ramach Ubezpieczalni Społecznej w Poznaniu. Od 1931 był właścicielem prywatnej kliniki ginekologiczno-położniczej początkowo przy ulicy Aleksandra Fredry 8, a później przy ulicy Fryderyka Chopina 4. Publikował w zakresie swojej specjalizacji lekarskiej (m.in. publikacja pt. Diagnostyka kiły w okresie ciąży, porodu i połogu). Od 1926 był członkiem zwyczajnym Wydziału Lekarskiego Poznańskiego Towarzystwa Przyjaciół Nauk. Zasiadał w zarządzie Okręgu Wielkopolskiego Polskiego Czerwonego Krzyża.
Wstąpił do Wojska Polskiego. Został awansowany do stopnia podporucznika w Korpusie Oficerów Sanitarnych Lekarzy ze starszeństwem z 1 czerwca 1919. W 1925 został absolwentem kursu oficerów rezerwy.
Siostrą Tadeusza Żuralskego była Irena (1891-1928, żona wiceprezydenta Bydgoszczy). Jego żoną była Jagna z domu Paul, z którą miał syna Marcina.
Po wybuchu II wojny światowej 1939 podczas kampanii wrześniowej był przydzielony i służył w Szpitalu Okręgowym Nr VII przy Okręgu Korpusu Nr VII w Poznaniu. Po agresji ZSRR na Polskę z 17 września 1939 został aresztowany przez sowietów. Był przetrzymywany w obozie w Kozielsku. Wiosną 1940 został przetransportowany do Katynia i rozstrzelany przez funkcjonariuszy Obwodowego Zarządu NKWD w Smoleńsku oraz pracowników NKWD przybyłych z Moskwy na mocy decyzji Biura Politycznego KC WKP(b) z 5 marca 1940. Został pochowany na terenie obecnego Polskiego Cmentarza Wojennego w Katyniu, gdzie w 1943 jego ciało zidentyfikowano podczas ekshumacji prowadzonych przez Niemców pod numerem 675. Przy zwłokach Tadeusza Żuralskiego zostały odnalezione: wojskowy znak tożsamości, koperta, medalik.

## Upamiętnienie
- Tablica na Pomniku Polskiego Państwa Podziemnego w Poznaniu[7].
- 5 października 2007 roku Minister Obrony Narodowej Aleksander Szczygło awansował go pośmiertnie do stopnia porucznika[8]. Awans został ogłoszony 9 listopada 2007 roku w Warszawie, w trakcie uroczystości „Katyń Pamiętamy – Uczcijmy Pamięć Bohaterów”[9].

## Odznaczenia
- Medal Dziesięciolecia Odzyskanej Niepodległości
- Krzyż Żelazny
- Złoty Medal Krzewienia Ubezpieczeń Społecznych